# 洁白箱樱蛤
洁白箱樱蛤（学名：Arcopella casta），是帘蛤目樱蛤科Arcopella属的一种。主要分布于中国大陆，常栖息在潮下带2－40米。